# Triathlon aux Jeux panaméricains de 1999
Navigation
Édition précédente Édition suivante
Le triathlon aux Jeux panaméricains de 1999 a lieu à Winnipeg au Canada. Deux épreuves distinctes sont au programme le 24 juillet pour les courses féminines et masculines.
L'événement est également le support des championnats panaméricains de triathlon.

## Médaillés
| Event  | Or                | Argent        | Bronze           |
| ------ | ----------------- | ------------- | ---------------- |
| Hommes | Gilberto González | Hunter Kemper | Simon Whitfield  |
| Femmes | Sharon Donnelly   | Carla Moreno  | Carol Montgomery |

## Tableau des médailles
| Rang  | Nation     | Or | Argent | Bronze | Total |
| ----- | ---------- | -- | ------ | ------ | ----- |
| 1     | Canada     | 1  |        | 2      | 3     |
| 2     | Venezuela  | 1  |        |        | 1     |
| 3     | Brésil     |    | 1      |        | 1     |
| 3     | États-Unis |    | 1      |        | 1     |
| Total | Total      | 2  | 2      | 2      | 6     |

## Résultats
| Position           | Athlète                 | Nation     | Temps           | écart |
| ------------------ | ----------------------- | ---------- | --------------- | ----- |
| Médaille d'or      | Sharon Donnelly         | Canada     | 1 h 59 min 14 s | /     |
| Médaille d'argent  | Carla Moreno            | Brésil     | 1 h 59 min 31 s | 16 s  |
| Médaille de bronze | Carol Montgomery        | Canada     | 2 h 0 min 13 s  | 59 s  |
| 4                  | Jennifer Gutierrez      | États-Unis | 2 h 1 min 24 s  |       |
| 5                  | Jill Newman             | États-Unis | 2 h 1 min 24 s  |       |
| 6                  | Mariana Ohata           | Brésil     | 2 h 2 min 25 s  |       |
| 7                  | Karen Smyers            | États-Unis | 2 h 2 min 45 s  |       |
| 8                  | Sandra Soldan           | Brésil     | 2 h 2 min 58 s  |       |
| 9                  | Maria Carmenza Morales  | Colombie   | 2 h 4 min 15 s  |       |
| 10                 | Isabelle Turcotte-Baird | Canada     | 2 h 5 min 55 s  |       |
| 11                 | María Luisa Martínez    | Mexique    | 2 h 6 min 13 s  |       |
| 12                 | Nidia Kondratavicius    | Argentine  | 2 h 6 min 57 s  |       |

| Position           | Athlète                         | Nation     | Temps           | écart     |
| ------------------ | ------------------------------- | ---------- | --------------- | --------- |
| Médaille d'or      | Gilberto González               | Venezuela  | 1 h 48 min 16 s | /         |
| Médaille d'argent  | Hunter Kemper                   | États-Unis | 1 h 48 min 49 s | 33 s      |
| Médaille de bronze | Simon Whitfield                 | Canada     | 1 h 49 min 17 s | 1 min 1 s |
| 4                  | Paulo Armando Barcellos Saraiva | Brésil     | 1 h 49 min 48 s |           |
| 5                  | Tim DeBoom                      | États-Unis | 1 h 49 min 49 s |           |
| 6                  | Mark Bates                      | Canada     | 1 h 49 min 55 s |           |
| 7                  | Daniel Fontana                  | Argentine  | 1 h 50 min 3 s  |           |
| 8                  | Javier Rosas Sierra             | Mexique    | 1 h 50 min 12 s |           |
| 9                  | Leandro Macedo                  | Brésil     | 1 h 50 min 25 s |           |
| 10                 | Tony DeBoom                     | États-Unis | 1 h 50 min 30 s |           |
| 11                 | Jose Uzziel Valderrabano        | Mexique    | 1 h 50 min 32 s |           |
| 12                 | Oscar Galíndez                  | Argentine  | 1 h 50 min 49 s |           |